# Principal protected note
Een principal protected note (PPN) is een gestructureerd financieel product. Het is ontworpen voor beleggers die weinig of geen risico's willen nemen.
Een PPN garandeert vaak 100% van het geïnvesteerde kapitaal terug, gelijk hoe de onderliggende marktcondities geëvalueerd zijn. Met andere woorden: investeerders krijgen hun kapitaal terug en daarbovenop nog een winst (als die er is) op de onderliggende investeringen (dit kunnen bijvoorbeeld opties zijn).

## Voorbeeld
Een veelgebruikt type PPN is het aandelen-plus-optie-type. De return bedraagt {\displaystyle 100+A(S_{T}-K)^{+}} op tijdstip van maturiteit. Hierin is {\displaystyle A} een vermenigvuldigingsfactor, {\displaystyle S_{T}} de prijs van het aandeel op tijdstrip van maturiteit en {\displaystyle K} de uitvoeringsprijs van de calloptie.